# Oliver Dowden
Oliver James Dowden (Park Street, 1º agosto 1978) è un politico britannico.
Ha ricoperto tre cariche nel governo guidato da Rishi Sunak: vice primo ministro, cancelliere del Ducato di Lancaster e segretario di Stato nell'Ufficio di Gabinetto.

## Carriera politica
Dowden viene eletto per la prima volta come Membro della Camera dei Comuni alle elezioni generali del 2015 per il collegio di Hertsmere, in Inghilterra. Viene rieletto nel 2017 e nel 2019.

### Incarichi governativi[2]
Nel 2018 è stato nominato al suo primo incarico governativo, Segretario Parlamentare per l'Ufficio di Gabinetto. Successivamente, dal 2019 al 2020, è stato contemporaneamente Paymaster General e Ministro all'Ufficio di Gabinetto.
Dal 2020 Dowden ha iniziato a ricoprire incarichi più rilevanti, prima come Segretario di Stato per il Digitale, la Cultura, i Media e lo Sport (dal 2020 al 2021) e poi come Co-Presidente del Partito Conservatore e Unionista (dal 2021 al 2022).
Nell'elezione per la leadership del partito dell'estate 2022 ha sostenuto Rishi Sunak, poi sconfitto da Liz Truss.
Dopo il breve governo Truss, dove non era titolare di incarichi, è ritornato nell'esecutivo come Cancelliere del Ducato di Lancaster (dal 25 ottobre 2022) e Segretario di Stato nell'Ufficio di Gabinetto (dal 9 febbraio 2023).

### Vice primo ministro
Dopo le dimissioni di Dominic Raab dal ruolo di Vice Primo Ministro, Dowden viene nominato per succedergli ed entra in carica il 21 aprile 2023.